# Dronix csapat
A Dronix csapat (angol cím: Team DroniX) 2019-től vetített francia 3D-s számítógépes animációs akciósorozat, amelyet David Fauré és Franck Michel rendezett.
A sorozat producere Sandrine Nguyen. A forgatókönyvet Isabelle Dinh Van Chi, Sandrine Nguyen és David Fauré írta. A zeneszerzője Norbert Gilbert. A sorozat gyártója a Technicolor Animation Productions, forgalmazója a PGS Entertainment.
Franciaországban 2019. október 19-től volt látható a France 4-en. Magyarországon a Minimax mutatta be 2021. július 1-én.

## Cselekmény
A Hawkings Akadémián csupa zseni tanul. Ide jár Buck Roquette, Tom Chessmat és Vicky Riskhez. A három barát, egy különleges dront épít, amit DronX-nek neveznek el. És ezt a különleges dront akarják megszerezni a rosszfiúk.

## Szereplők

### Főszereplők
| Szereplők                  | Eredeti hang      | Magyar hang     |
| -------------------------- | ----------------- | --------------- |
| Buck Roquette              | Alexis Tomassian  | Penke Bence     |
| Vicky Risk                 | Zina Khakhoulia   | Czető Zsanett   |
| Tom Chessmat               | Oscar Douieb      | Timon Barnabás  |
| Damon Adder                | Thomas Sagols     | Hamvas Dániel   |
| Brendolyn von der Schpumpf | Cindy Lemineur    | Csifó Dorina    |
| Meldor Jerkson             | Arthur Pestel     | Renácz Zoltán   |
| Elsy                       | Laurette Fauvet   | Ágoston Katalin |
| Ms. Qadesh                 | Magali Rosenzweig | Nádasi Veronika |

### Mellékszereplő
- Czető Ádám – Kevin
- Czető Roland – Vijay
- Czvetkó Sándor – Riley
- Csuha Lajos – Benicio
- Gacsal Ádám – Ernesto
- Hirling Judit – Mum
- Illésy Éva – Frankie
- Joó Gábor – Rohan
- Kardos Eszter – Francesca
- Kárpáti Levente – Charles
- Kautzky Armand – Dexter
- Koncz István – Fogey
- Lamboni Anna – Arsinoe
- Molnár Ilona – Sonia
- Nádorfi Krisztina – Clea
- Roatis Andrea – Miss X
- Szalay Csongor – Troy
- Szokol Péter – Marmitor
- Törköly Levente – Akashi
- Ungvári Gergely – Piotr

### Magyar változat
- Felolvasó: Nagy Sándor
- Magyar szöveg: Pipó László
- Hangmérnök és vágó: Patkovics Péter
- Gyártásvezető: Farkas Márta
- Szinkronrendező: Joó Gábor
- Produkciós vezető: Witzenleiter Kitti
- További magyar hangok: Király Adrián, Tarr Judit, Petridisz Hrisztosz, Turóczi Izabell

A szinkront a Minimax megbízásából a Direct Dub Studios készítette.

## Évados áttekintés
| Évad | Évad | Epizód | Eredeti sugárzás  | Eredeti sugárzás | Eredeti adó | Magyar sugárzás | Magyar sugárzás  | Magyar adó |
| Évad | Évad | Epizód | Évadpremier       | Évadfinálé       | Eredeti adó | Évadpremier     | Évadfinálé       | Magyar adó |
| ---- | ---- | ------ | ----------------- | ---------------- | ----------- | --------------- | ---------------- | ---------- |
|      | 1    | 26     | 2019. október 19. | 2020. március 7. |             | 2021. július 1. | 2021. július 26. |            |

### 1. évad (2019-2020)
| #   | #   | Eredeti cím                   | Magyar cím             | Eredeti premier    | Magyar premier   |
| --- | --- | ----------------------------- | ---------------------- | ------------------ | ---------------- |
| 1.  | 1.  | Bienvenue à Hawkings          | Üdv a Hawkings-ban     | 2019. október 19.  | 2021. július 1.  |
| 2.  | 2.  | Manipulation                  | Dupla csavar           | 2019. október 19.  | 2021. július 2.  |
| 3.  | 3.  | Le Nouveau                    | Az új fiú              | 2019. október 26.  | 2021. július 3.  |
| 4.  | 4.  | Travaux appliqués             | A gyakorlat            | 2019. október 26.  | 2021. július 4.  |
| 5.  | 5.  | Mauvaises ondes               | Gonosz hullámok        | 2019. november 2.  | 2021. július 5.  |
| 6.  | 6.  | Enfermés l!                   | Bezárva                | 2019. november 2.  | 2021. július 6.  |
| 7.  | 7.  | Disparition                   | Eltűnve                | 2019. november 9.  | 2021. július 7.  |
| 8.  | 8.  | La chasse au trésor           | Kincskeresés           | 2019. november 9.  | 2021. július 8.  |
| 9.  | 9.  | Jamais sans Vicky             | Ne húzz ujjat Vickyvel | 2019. november 16. | 2021. július 9.  |
| 10. | 10. | Rafales                       | Szélvihar              | 2019. november 16. | 2021. július 10. |
| 11. | 11. | Furtif                        |                        | 2019. november 23. | 2021. július 11. |
| 12. | 12. | Le Malware                    |                        | 2019. november 23. | 2021. július 12. |
| 13. | 13. | Le grand Tournoi              |                        | 2019. november 30. | 2021. július 13. |
| 14. | 14. | Discovery                     |                        | 2019. november 30. | 2021. július 14. |
| 15. | 15. | Dans le collimateur           |                        | 2019. december 7.  | 2021. július 15. |
| 16. | 16. | Le Message                    |                        | 2019. december 7.  | 2021. július 16. |
| 17. | 17. | La fièvre                     |                        | 2020. február 8.   | 2021. július 17. |
| 18. | 18. | 5h Chrono                     |                        | 2020. február 8.   | 2021. július 18. |
| 19. | 19. | Indispensable                 |                        | 2020. február 15.  | 2021. július 19. |
| 20. | 20. | Le champion                   |                        | 2020. február 15.  | 2021. július 20. |
| 21. | 21. | The Fanciest Fungie           |                        | 2020. február 22.  | 2021. július 21. |
| 22. | 22. | La quête des pierres magiques |                        | 2020. február 22.  | 2021. július 22. |
| 23. | 23. | Le prototype                  |                        | 2020. február 29.  | 2021. július 23. |
| 24. | 24. | Photosensible                 |                        | 2020. február 29.  | 2021. július 24. |
| 25. | 25. | Le cadeau                     |                        | 2020. március 7.   | 2021. július 25. |
| 26. | 26. | Connexion                     |                        | 2020. március 7.   | 2021. július 26. |